# Zbyslavská mozaika
Zbyslavská mozaika je přírodní památka nacházející se ve vesnici Zbyslav v okrese Kutná Hora.
Jedná se o přírodní mozaiku, která je tvořena vápníkovými slepenci na příbojem ohlazených rulových skalách. Ve vápnitém tmelu mezi jednotlivými valounky se nachází řada zkamenělých živočichů: ústřice, ježovky, mlži, houby a další jako doklady života před více než 65 milióny let.